# Дискография UFO
UFO — британская рок-группа, играющая в стиле хард-рок. На сегодняшний день группа выпустила 20 студийных альбомов, а также большое число концертных альбомов, синглов и сборников. 
Группа была создана в 1969 году вокалистом Филом Моггом, гитаристом Миком Болтоном, басистом Питом Уэем и барабанщиком Энди Паркером. Вскоре им удалось подписать контракт с лейблом Beacon Records. В 1970 году UFO, выпустили одноименный дебютный альбом. Следом за ним последовал второй студийный альбом UFO 2: Flying. Альбомы были выдержаны в стиле ранних хард-рока и хэви-метала, но также чувствуется влияние спейс-рока. Альбомы пользовались популярностью в Японии, Франции и Германии, но прошли незамеченно в остальном мире.
В 1973 году гитаристом группы становится Михаэль Шенкер, перешедший в UFO из Scorpions. Группа начинает играть более жесткий хард-рок. Вместе с Шенкером группа записывает 5 студийных и 1 концертный альбом и впервые попадает в американские и британские чарты. Lights Out некоторыми критиками считается лучшим альбомом UFO 70-х годов, а Strangers in the Night, одним из величайших концертных альбомов.
В 1978 году Шенкер покидает UFO, вместо него гитаристом становится Пол Чэпмен. Альбомы записанные с Чэпменом также пользуются популярностью. Но в 1982 году один из основателей группы, басист Пит Уэй покидает UFO. В 1983 после тура в поддержку Making Contact группа распадается.
Через год группа собирается вновь. От старого состава остается только вокалист Фил Могг. В 1985 году выходит альбом Misdemeanor. Звучание группы меняется к популярному в 80-х стадионному року. Однако альбом не пользуется такой же популярностью, как предыдущие релизы.
Группа претерпевает многочисленные изменения в составе, пока в 1993 году не происходит реюнион с гитаристом Михаэлем Шенкером. В 1995 году выходит альбом Walk on Water. Однако в 1998 Шенкер неожиданно уходит из UFO. Группа прекращает творческую деятельность, до возвращения Шенкера в 2000 году. Выходят еще два альбома, и Шенкер вновь покидает группу.
В 2003 году новым гитаристом группы становится американец Винни Мур, который играет и по сей день. Альбом 2009 года The Visitor, впервые со времен альбома Misdemeanor попадает в британский чарт.
Последний на данный момент альбом, Seven Deadly вышел 27 февраля 2012 года.

## Студийные альбомы
| 1970                                                                                             | UFO 1 - Релиз: Октябрь 1970 - Лейбл: Beacon Records                                      | —  | —   | —  | —  | —   |  |
| 1971                                                                                             | UFO 2: Flying - Релиз: Октябрь 1971 - Лейбл: Beacon Records                              | —  | —   | —  | —  | —   |  |
| 1974                                                                                             | Phenomenon - Релиз: 1 мая 1974 - Лейбл: Chrysalis Records                                | —  | —   | —  | —  | —   |  |
| 1975                                                                                             | Force It - Релиз: Июль 1975 - Лейбл: Chrysalis Records                                   | —  | —   | —  | —  | 71  |  |
| 1976                                                                                             | No Heavy Petting - Релиз: 25 мая 1976 - Лейбл: Chrysalis Records                         | —  | —   | —  | 38 | 169 |  |
| 1977                                                                                             | Lights Out - Релиз: 7 мая 1977 - Лейбл: Chrysalis Records                                | 54 | —   | —  | 31 | 23  |  |
| 1978                                                                                             | Obsession - Релиз: 21 июня 1978 - Лейбл: Chrysalis Records                               | 26 | —   | —  | 31 | 41  |  |
| 1980                                                                                             | No Place to Run - Релиз: 8 января 1980 - Лейбл: Chrysalis Records                        | 11 | —   | 33 | 44 | 51  |  |
| 1981                                                                                             | The Wild, the Willing and the Innocent - Релиз: 6 января 1981 - Лейбл: Chrysalis Records | 19 | —   | —  | 27 | 77  |  |
| 1982                                                                                             | Mechanix - Релиз: 20 февраля 1982 - Лейбл: Chrysalis Records                             | 8  | —   | —  | 38 | 82  |  |
| 1983                                                                                             | Making Contact - Релиз: 14 февраля 1983 - Лейбл: Chrysalis Records                       | 32 | —   | —  | 35 | 153 |  |
| 1985                                                                                             | Misdemeanor - Релиз: 16 ноября 1985 - Лейбл: Chrysalis Records                           | 74 | —   | —  | —  | 106 |  |
| 1992                                                                                             | High Stakes & Dangerous Men - Релиз: 10 марта 1992 - Лейбл: Griffin                      | —  | —   | —  | —  | —   |  |
| 1995                                                                                             | Walk on Water - Релиз: 14 апреля 1995 - Лейбл: Eagle Records                             | —  | 17  | —  | —  | —   |  |
| 2000                                                                                             | Covenant - Релиз: 25 июля 2000 - Лейбл: Shrapnel Records                                 | —  | 60  | —  | —  | —   |  |
| 2002                                                                                             | Sharks - Релиз: 20 августа 2002 - Лейбл: Shrapnel Records                                | —  | —   | —  | —  | —   |  |
| 2004                                                                                             | You Are Here - Релиз: 16 марта 2004 - Лейбл: Steamhammer                                 | —  | 139 | —  | —  | —   |  |
| 2006                                                                                             | The Monkey Puzzle - Релиз: 26 сентября 2006 - Лейбл: Steamhammer                         | —  | —   | —  | —  | —   |  |
| 2009                                                                                             | The Visitor - Релиз: 16 июня 2009 - Лейбл: Steamhammer                                   | 99 | 217 | —  | —  | —   |  |
| 2012                                                                                             | Seven Deadly - Релиз: 27 февраля 2012 - Лейбл: Steamhammer                               | 63 | —   | —  | 59 | —   |  |
| Символ «—» означает, что альбом не участвовал в данном чарте или не был выпущен в данной стране. |                                                                                          |    |     |    |    |     |  |

## Концертные альбомы
| 1972                                                                                             | Live - Релиз: 1972 - Лейбл: Beacon Records                                          | — | —  |  |
| 1979                                                                                             | Strangers in the Night (альбом UFO) - Релиз: Январь 1979 - Лейбл: Chrysalis Records | 7 | 42 |  |
| 1986                                                                                             | Misdeameanor Tour Live - Релиз: Март 1986 - Лейбл: ?                                | — | —  |  |
| 1992                                                                                             | BBC Radio 1 Live in Concert - Релиз: 1992 - Лейбл: ?                                | — | —  |  |
| 1993                                                                                             | Lights Out in Tokyo - Релиз: 1993 - Лейбл: JVC                                      | — | —  |  |
| 1994                                                                                             | TNT - Релиз: 1994 - Лейбл: Castle Communications                                    | — | —  |  |
| 1995                                                                                             | Heaven's Gate - Релиз: 14 марта 1995 - Лейбл: Griffin                               | — | —  |  |
| 1997                                                                                             | On With the Action - Релиз: 30 июня 1997 - Лейбл: Zoom Club                         | — | —  |  |
| 1999                                                                                             | Werewolves of London - Релиз: 26 июля 1999 - Лейбл: Zoom Club                       | — | —  |  |
| 2001                                                                                             | Live in Texas - Релиз: 2 января 2001 - Лейбл: Zomba Records                         | — | —  |  |
| 2001                                                                                             | Regenerator Live 1982 - Релиз: 27 ноября 2001 - Лейбл: Import                       | — | —  |  |
| 2003                                                                                             | Big Apple Encounters - Релиз: 16 июня 2003 - Лейбл: Majestic Rock                   | — | —  |  |
| 2003                                                                                             | Live on Earth - Релиз: 22 сентября 2003 - Лейбл: Zoom Club                          | — | —  |  |
| 2005                                                                                             | Showtime - Релиз: 8 ноября 2005 - Лейбл: Steamhammer                                | — | —  |  |
| 2008                                                                                             | Live Throughout the Years - Релиз: 9 декабря 2008 - Лейбл: ?                        | — | —  |  |
| 2009                                                                                             | Headstone: Live At Hammersmith 1983 - Релиз: 25 августа 2009 - Лейбл: ?             | — | —  |  |
| Символ «—» означает, что альбом не участвовал в данном чарте или не был выпущен в данной стране. |                                                                                     |   |    |  |

## Сборники
| 1976                                                                                             | Space Metal - Релиз: 1976 - Лейбл: Nova Records                                     | —  |
| 1981                                                                                             | C'Mon Everybody - Релиз: 1981 - Лейбл: Telefunken                                   | —  |
| 1983                                                                                             | Headstone - The Best of UFO - Релиз: 1983 - Лейбл: Chrysalis Records                | 39 |
| 1985                                                                                             | The Collection - Релиз: 1985 - Лейбл: ?                                             | —  |
| 1992                                                                                             | The Essential UFO - Релиз: 19 июня 1992 - Лейбл: Capitol                            | —  |
| 1992                                                                                             | Anthology - Релиз: 30 июня 1992 - Лейбл: Castle Communications                      | —  |
| 1993                                                                                             | The Decca Years - Релиз: 19 апреля 1993 - Лейбл: Repertoire                         | —  |
| 1994                                                                                             | Too Hot to Handle - Релиз: 7 марта 1994 - Лейбл: Castle Music                       | —  |
| 1994                                                                                             | The Early Years - Релиз: 27 октября 1994 - Лейбл: Castle Music                      | —  |
| 1995                                                                                             | Doctor Doctor - Релиз: 15 мая 1995 - Лейбл: Spectrum                                | —  |
| 1997                                                                                             | The Best of the Rest - Релиз: 26 февраля 1997 - Лейбл: Alliance                     | —  |
| 1997                                                                                             | The X Factor - Out There… And Back! - Релиз: 1997 - Лейбл: Phantom                  | —  |
| 1998                                                                                             | Time to Rock: Best Singles A’s and B’s - Релиз: 20 октября 1998 - Лейбл: Repertoire | —  |
| 1999                                                                                             | Best of UFO - Gold Collection - Релиз: 28 декабря 1999 - Лейбл: EMI                 | —  |
| 2002                                                                                             | Rock Champions - Релиз: 1 марта 2002 - Лейбл: EMI                                   | —  |
| 2002                                                                                             | Masters of Rock - Релиз: 24 мая 2002 - Лейбл: EMI                                   | —  |
| 2002                                                                                             | The Very Best Album Ever - Релиз: 30 мая 2002 - Лейбл: EMI                          | —  |
| 2004                                                                                             | Flying: The Early Years 1970-1973 - Релиз: 2004 - Лейбл: Castle Music               | —  |
| 2006                                                                                             | An Introduction to UFO - Релиз: 23 октября 2006 - Лейбл: EMI                        | —  |
| 2008                                                                                             | The Best of UFO 1974-1983 - Релиз: 24 марта 2008 - Лейбл: EMI                       | —  |
| 2010                                                                                             | The Best of Decade - Релиз: 27 августа 2010 - Лейбл: Steamhammer                    | —  |
| 2012                                                                                             | Too Hot to Handle: The Very Best of UFO - Релиз: 9 января 2012 - Лейбл: Music Club  | —  |
| Символ «—» означает, что альбом не участвовал в данном чарте или не был выпущен в данной стране. |                                                                                     |    |

## Мини-альбомы
| Год  | Альбом                                                              | Комментарий                            |
| ---- | ------------------------------------------------------------------- | -------------------------------------- |
| 1988 | Ain’t Misbehavin’ - Релиз: 2 февраля 1988 - Лейбл: Revolver Records | Записан в 1986 году в ходе тура по США |

## Синглы
| 1970                                                                                            | «Shake It About»                  | —  | —  | —  | UFO 1                                  |
| 1970                                                                                            | «(Come Away) Melinda»             | —  | —  | —  | UFO 1                                  |
| 1970                                                                                            | «Boogie for George»               | —  | —  | —  | UFO 1                                  |
| 1970                                                                                            | «C’mon Everybody»                 | —  | —  | —  | UFO 1                                  |
| 1971                                                                                            | «Prince Kajuku»                   | —  | 26 | —  | UFO 2: Flying                          |
| 1972                                                                                            | «Galactic Love»                   | —  | —  | —  | Live                                   |
| 1973                                                                                            | «Give Her the Gun»                | —  | —  | —  | —                                      |
| 1974                                                                                            | «Doctor Doctor»                   | —  | —  | —  | Phenomenon                             |
| 1974                                                                                            | «Rock Bottom»                     | —  | —  | —  | Phenomenon                             |
| 1975                                                                                            | «Shoot Shoot»                     | —  | —  | —  | Force It                               |
| 1975                                                                                            | «High Flyer»                      | —  | —  | —  | Force It                               |
| 1976                                                                                            | «Can You Roll Her»                | —  | —  | —  | No Heavy Petting                       |
| 1976                                                                                            | «Highway Lady»                    | —  | —  | —  | No Heavy Petting                       |
| 1977                                                                                            | «Too Hot to Handle»               | —  | —  | —  | Lights Out                             |
| 1977                                                                                            | «Gettin Ready»                    | —  | —  | —  | Lights Out                             |
| 1977                                                                                            | «Alone Again Or»                  | —  | —  | —  | Lights Out                             |
| 1977                                                                                            | «Try Me»                          | —  | —  | —  | Lights Out                             |
| 1978                                                                                            | «Born to Lose»                    | —  | —  | —  | Obsession                              |
| 1978                                                                                            | «Cherry»                          | —  | —  | —  | Obsession                              |
| 1978                                                                                            | «Only You Can Rock Me»            | 50 | —  | —  | Obsession                              |
| 1979                                                                                            | «Doctor Doctor (live)»            | 35 | —  | —  | Strangers in the Night                 |
| 1979                                                                                            | «Shoot Shoot (live)»              | 48 | —  | —  | Strangers in the Night                 |
| 1980                                                                                            | «No Place to Run»                 | —  | —  | —  | No Place to Run                        |
| 1980                                                                                            | «Young Blood»                     | 36 | —  | —  | No Place to Run                        |
| 1980                                                                                            | «Couldn’t Get It Right»           | —  | —  | —  | The Wild, the Willing and the Innocent |
| 1981                                                                                            | «Lonely Heart»                    | 41 | —  | —  | The Wild, the Willing and the Innocent |
| 1982                                                                                            | «Back into My Life»               | —  | —  | 23 | Mechanix                               |
| 1982                                                                                            | «Let It Rain»                     | 62 | —  | —  | Mechanix                               |
| 1983                                                                                            | «Call My Name»                    | —  | —  | —  | Making Contact                         |
| 1983                                                                                            | «When It’s Time to Rock»          | 70 | —  | —  | Making Contact                         |
| 1983                                                                                            | «Blinded By a Lie»                | 70 | —  | —  | Making Contact                         |
| 1985                                                                                            | «This Time»                       | —  | —  | —  | Misdemeanor                            |
| 1986                                                                                            | «Night Run»                       | 94 | —  | —  | Misdemeanor                            |
| 1988                                                                                            | «Between a Rock and a Hard Place» | —  | —  | —  | Ain’t Misbehavin’                      |
| 1991                                                                                            | «One of Those Nights»             | —  | —  | —  | High Stakes & Dangerous Men            |
| 1998                                                                                            | «Venus»                           | —  | —  | —  | Walk on Water                          |
| 1998                                                                                            | «Love is Forever»                 | —  | —  | —  | Covenant                               |
| 1998                                                                                            | «Only You Can Rock Me»            | —  | —  | —  | Live on Earth                          |
| 2013                                                                                            | «Wonderland»                      | —  | —  | —  | Seven Deadly                           |
| Символ «—» означает, что сингл не участвовал в данном чарте или не был выпущен в данной стране. |                                   |    |    |    |                                        |

## Видео
| Год  | Название                                                                    |
| ---- | --------------------------------------------------------------------------- |
| 1992 | Too Hot to Handle - Релиз: 1992 - Лейбл: Castle Communications - Формат:VHS |
| 2005 | Showtime - Релиз: 8 ноября 2005 - Лейбл: Steamhammer - Формат:DVD           |
| 2010 | UFO - Hard Rock Legends - Релиз: 25 октября 2010 - Лейбл: ? - Формат: DVD   |

## Бокс-сеты
| Год  | Название                                                                              | Комментарий |
| ---- | ------------------------------------------------------------------------------------- | --- |
| 2009 | The Official Bootleg Box Set 1975-1982 - Релиз: 2009 - Лейбл: EMI - Формат: CD        | Шестидисковый бокс-сет включает в себя различные концертные записи UFO, в том числе ранее не издававшиеся официально.                                                                  |
| 2010 | Let It Roll - Релиз: 4 мая 2010 - Лейбл: Mischief - Формат: CD                        | Бокс-сет из четырех дисков, содержащих концертные записи. |
| 2011 | UFO - Chrysalis Years (1973-1979) - Релиз: 13 сентября 2011 - Лейбл: EMI - Формат: CD | Пятидисковый бокс-сет, включающий альбомы Phenomenon, Force It, No Heavy Petting, Lights Out, Obsession и Strangers in the Night, дополненные различными бонус-треками.                |
| 2011 | 4 CD Boxset - Релиз: 31 октября 2011 - Лейбл: EMI - Формат: CD                        | Четырехдисковый бокс-сет с альбомами No Heavy Petting, Lights Out, No Place to Run и Mechanix.                                                                                         |
| 2012 | The Chrysalis Years (1980-1986) - Релиз: 2 апреля 2012 - Лейбл: EMI - Формат: CD      | Пятидисковый бок-сет, включающий в себя альбомы No Place to Run, The Wild, the Willing and the Innocent, Mechanix, Making Contact и Misdemeanor, дополненные различными бонус-треками. |